# Storož
Storož (Сторож) è un film del 2019 diretto da Jurij Bykov.

## Trama
Il film racconta di un guardiano di 40 anni che lavora in un sanatorio abbandonato. All'improvviso incontra una coppia di sposi in fuga e decide di aiutarli.